# Koudou
Pour les articles ayant des titres homophones, voir Coudoux et Kudus.

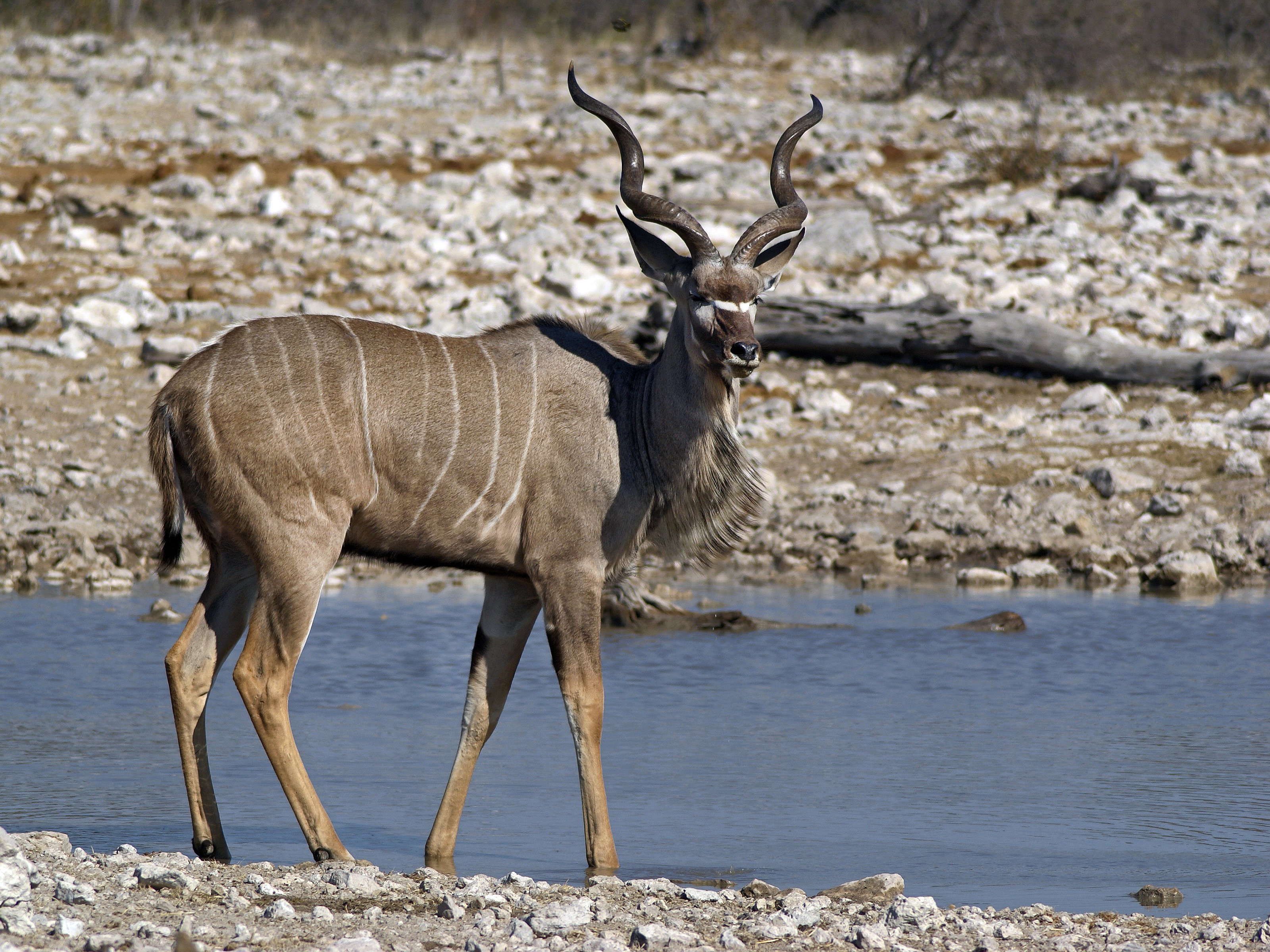
Un grand koudou mâle au point d'eau de Kalkheuwel, à l'est d'Etosha, en Namibie. Photographe : Hans Hillewaert

Deux espèces différentes d'antilopes africaines sont appelées Koudou (ou Kudu) :
- le Petit koudou (Tragelaphus imberbis) qui vit essentiellement en Afrique de l'Est
- le Grand koudou (Tragelaphus strepsiceros) qui vit essentiellement dans les régions montagneuses du Tchad jusqu'au Soudan et à basse altitude de l'Afrique de l'Est à l'Afrique du Sud

Ce nom vernaculaire vient de la langue Xhosa : iqudu, par l'Afrikaans koedoe, signifiant antilope.